# Willi Schramm
Willi Schramm (* 17. Juni 1904 in Schnett; † 30. März 1974 in Saalfeld) war ein deutscher Natur- und Landschaftsmaler und Graphiker, versuchte sich aber auch im Holz- und Scherenschnitt.

## Leben
Willi Schramm wurde als erstes Kind des Böttchers Edwin Schramm und seiner Frau Selma, geb. Heß, in Schnett/ Thüringen geboren.
Er war verheiratet mit Emmi Schramm (1899–1963), geb. Hopf. Er besuchte von 1911 bis 1920 Volksschule und eine Fortbildungsschule, von 1920 bis 1921 die Industrieschule in Sonneberg.
In den Jahren von 1922 bis 1925 war er Werkstudent, Truhen- und Spielzeugmaler, arbeitete im Steinbruch und beim Wegebau. Von 1926 bis 1927 besuchte er die Kunstgewerbeschule in Eisfeld. Bereits 1927 bestand er die Aufnahmeprüfung an der Kunsthochschule in Weimar, konnte aber infolge des Todes des Vaters das Studium nicht aufnehmen. Er war jedoch als freischaffender Maler tätig, erste schriftstellerische Arbeiten für regionale Zeitungen, die er selbst illustrierte, folgten.
1930 nahm er das Studium an der Kunsthochschule in Weimar auf und war Meisterschüler in der Klasse des Weimarer Landschaftsmalers Alexander Olbrich. Aus politischen Gründen musste er das Studium 1933 abbrechen.
Ab 1931 wurden die seit den 1920er Jahren bestehenden Beziehungen der Familie Schramm zum Theologen und Pfarrer Carl Vogl aus Vierzehnheiligen bei Jena im gemeinsamen antifaschistischen Widerstand ausgebaut.
Ab 1934 lebte Willi Schramm in Saalfeld/ Saale und unternahm mehrere Studienreisen in die Schweiz, das Rheinland und an die Ostsee.
Bereits 1939 wurde er zur Wehrmacht eingezogen. Bis 1947 war er in sowjetischer Kriegsgefangenschaft im Lager 7270/15 in Borowitschi (Oblast Nowgorod) interniert.
Ab 1948 wieder freischaffend in Saalfeld, engagierte er sich in den Jahren des Aufbaus der DDR künstlerisch und gesellschaftlich. Willi Schramm gehörte dem Verband Bildender Künstler der DDR an und wirkte viele Jahre als Mitglied des Geraer Bezirksvorstandes. Er war im frühen Natur- und Landschaftsschutz aktiv. Seine Naturstudien wurden mehrmals Titelblatt der Monatszeitschrift Natur und Heimat. Er leitete mehrere Malzirkel im VEB "Wema" Saalfeld und im Kreiskulturhaus in Kaulsdorf. 1958 nahm er gemeinsam mit anderen Saalfelder Kollegen an einem Studieneinsatz bildender Künstler auf den Großbaustellen des Pumpspeicherwerkes Hohenwarte II teil.
Nach dem Tod seiner Frau Emmi 1963 zog er sich mehr und mehr zurück. Nach langer Krankheit verstarb er am 30. März 1974 in Saalfeld.

## Werk
Willi Schramm hat ein vielgestaltiges Werk hinterlassen. Nach seinem Tod boten Einzelausstellungen in Potsdam (1976), Saalfeld (1978), Jena (1991), Ziegenrück (2002), Hummelshain/ Schmölln (2007) und Schönbrunn (2010) Einblicke in seinen umfangreichen Nachlass. Das Stadtmuseum Saalfeld und die Kunstsammlung Maxhütte Unterwellenborn haben einige seiner Bilder in ihrem Bestand. Die meisten seiner Bilder befinden sich in Privatbesitz und im Nachlass.

## Zeitschriftenaufsätze Schramms
- Albrecht Dürer als Pflanzen- und Tiermaler. In: Natur und Heimat, Berlin, 1953, S. 104–105